# Chałupki Dębniańskie
Chałupki Dębniańskie (do 14 lutego 1968 Chałupki Dębiańskie) – wieś w Polsce położona w województwie podkarpackim, w powiecie leżajskim, w gminie Leżajsk.
W Chałupkach Dębniańskich znajduje się stacja kolejowa Grodzisko Dolne.
W latach 1975–1998 miejscowość administracyjnie należała do województwa rzeszowskiego.

## Części wsi
| SIMC    | Nazwa     | Rodzaj    |
| ------- | --------- | --------- |
| 0653624 | Na Łazach | część wsi |

## Historia
Teren ten należał do wsi Dębno i był siedzibą folwarku. W 1848 roku było uwłaszczenie chłopów; dlatego ten folwark zniesiono, a pozostałe 5 rodzin ze służby folwarcznej osiedliło się w pobliżu. Nowy przysiółek Dębna nazwano "Chałupki", a po 1880 roku w pobliżu powstał drugi przysiółek zwany "Łazem" (w obu przysiółkach było 16 domów). W latach 1896–1900 zbudowano tory kolejowe, a w 1897 roku zbudowano kamienny gościniec. Przy nowym gościńcu nastąpiło intensywne osiedlanie się nowych osadników z sąsiednich miejscowości. Przed II wojną światową Chałupki Dębniańskie stały się samodzielnym sołectwem.

## Kościół

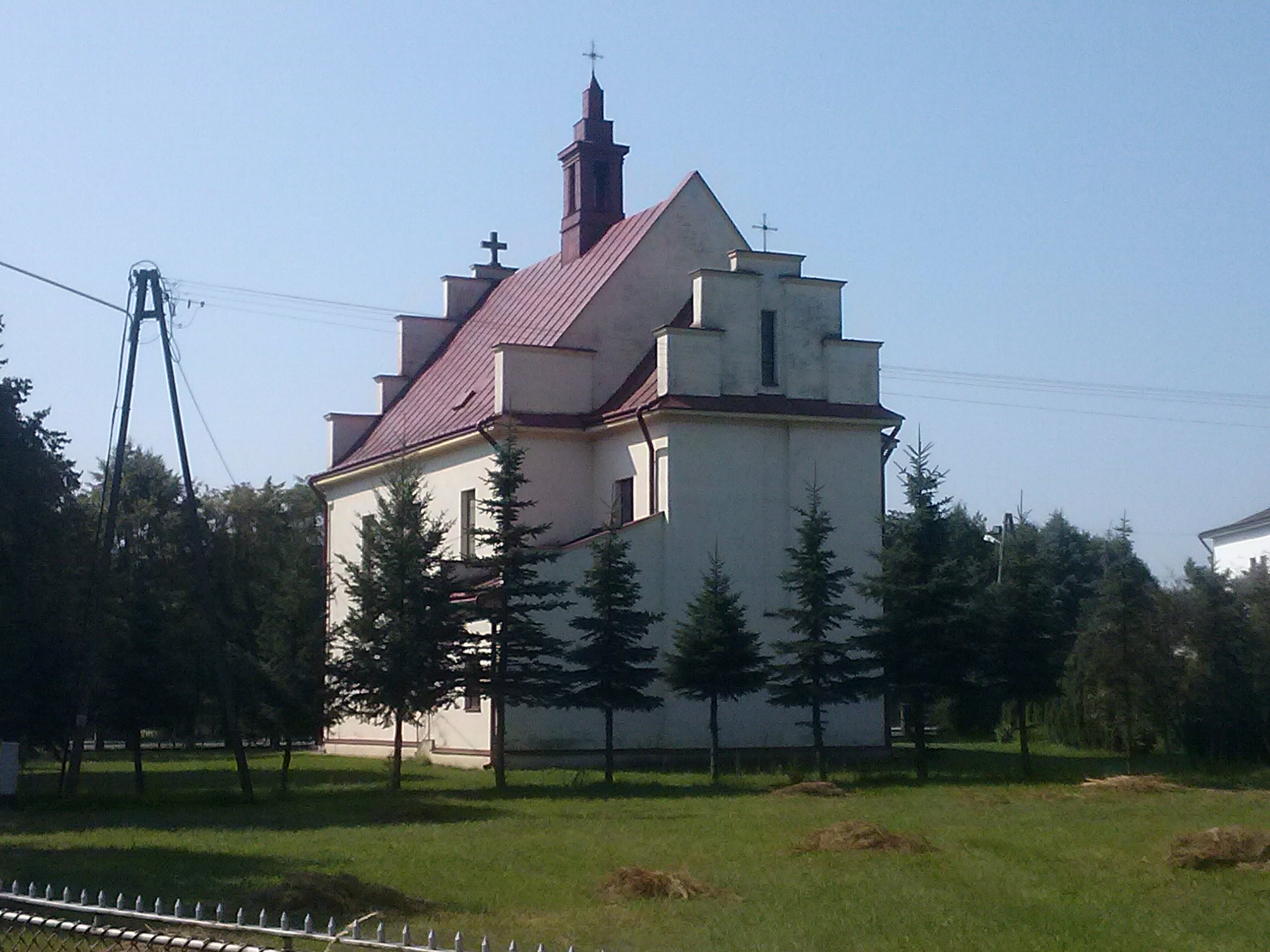
Kaplica pw. św. Andrzeja Apostoła z 1936 roku

W 1936 roku zbudowano kaplicę pw. św. Andrzeja Apostoła, którą obsługiwali kapłani z Grodziska Dolnego. Od 1945 roku kaplica należała do nowej parafii w Dębnie. W 1963 roku przy kaplicy zamieszkał rezydent ks. Kazimierz Węgłowski, który w 1967 roku został wikariuszem ekspozytury (pełniącego obowiązki proboszcza). W 1970 roku została erygowana parafia. Kaplica stała się zbyt mała i dlatego podjęto się budowy nowego kościoła, który został poświęcony 9 kwietnia 2000 roku przez abpa Józefa Michalika.

## Oświata

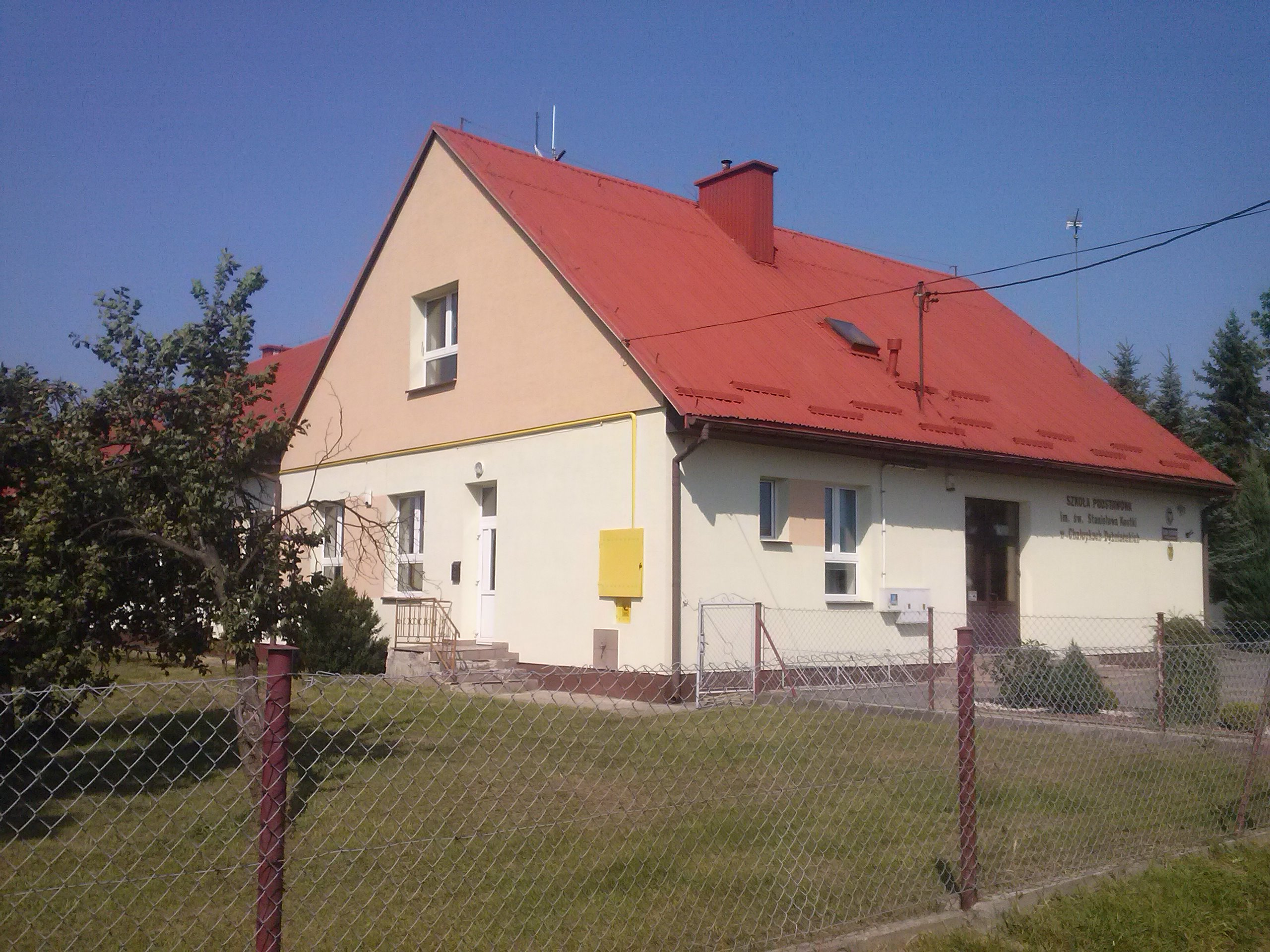
Szkoła podstawowa - widok na najstarszy budynek

We wsi działa szkoła podstawowa im. św. Stanisława Kostki, która została założona w 1905 roku.